# Кон (рынок)
Рынок Кон (вьет. chợ Cồn) — рынок в районе Хайтяу города Дананг, Вьетнам.

## История
Предполагаемое время создания рынка — 1940-е годы. Однако, исследователь истории Дананга Во Ха утверждает, что рынок был открыт в 1958 году, когда рынок Хан перестал справляться с нагрузкой. Новый рынок расположился на перекрёстке улиц Rue de la République (ныне улица Хунг Выонг, вьет. Hùng Vương) и Rue Sabiella (ныне улица Онг Ить Кхьем, вьет. Ông Ích Khiêm).
Рынок получил такое название из-за того, что стоял на песчаной дюне (вьет. cồn — дюна, курган, холм). Первоначально рынок составляли постройки из бамбука и соломы. В 1984 году рынок был реконструирован, построено новое здание площадью 14 тыс. м². Проект был завершён к десятилетию освобождения Дананга во время войны, строительство заняло 128 дней. Название было изменено на «Коммерческий центр Дананга». Поскольку жители Дананга продолжили использовать старое название, рынок был официально переименован обратно в «рынок Кон» в 2012 году.

## Современность
На рынке работает около 2000 коммерческих предприятий, обслуживающих 10 тысяч посетителей в день. На рынке работает фудкорт, где подают традиционные данангские блюда. 